# 南黑池 (英國國會選區)
南黑池（英語：Blackpool South），英國國會一自治市選區，包括英格蘭西北部蘭開夏郡的黑池南部。
始於1945年。早期是保守黨的選區，但在1997年起當區議員是工黨的戈登·馬斯登。他在2010年大選中以41.1%選票勝出該區連任。
2019年，史考特．本頓（Scott Benton, 1987年7月1日—）代表保守黨以49.6%的選票獲選本地議員，但於2023年4月5日被暫停黨職，目前為獨立議員。